# Hibiscus gossweileri
Hibiscus gossweileri är en malvaväxtart som beskrevs av Thomas Archibald Sprague. Hibiscus gossweileri ingår i Hibiskussläktet som ingår i familjen malvaväxter. Inga underarter finns listade i Catalogue of Life.